# 넬슨 서베브스 FC
넬슨 서베브스 FC(Nelson Suburbs Football Club)는 뉴질랜드 넬슨에 위치한 축구단이다. 현재 메인랜드 프리미어리그에 참가하고 있다.
구단은 메인랜드 프리미어 리그에서 총 세 번 우승했다. 또한 같은 지역에 위치한 넬슨 대학과 현재 긴밀한 협동 관계를 맺고 있다.
구단은 현재 시니어, 여성, 주니어/유스(9~19세), 펀 풋볼(7~8세), 퍼스트 킥(4~6세) 팀을 관리하고 있다

## 클럽 역사
1978년, 센트럴 리그에 합류하여 1985년까지 8년 동안 리그에 참가했다.
1996년, 내셔널 리그에 참가했다.
1999년, 사우스 아일랜드 리그에 새롭게 참가했다.
2000년, 메인랜드 프리미어리그에 진출했다. 2004년, 2005년, 2008년 대회에서 우승했다.
2018년, 본토 프리미어 리그의 사우스 아일랜드 풋볼 리그에 참가했다.
2019년, 메인랜드 프리미어리그에서 우승을 기록했다.
2020년, 구단에서의 새 축구 아카데미를 열었다. 
구단은 아직 국내 채텀 컵 결승에 진출하지 못했으며, 2008년과 2018년에는 대회 준결승에 진출한 것이 현재 구단의 채텀 컵에서의 최고 기록이다. 구단은 2000년 내셔널 리그에서 한 시즌을 보냈고 10팀 중 7위를 차지했지만 재정적인 이유로 2001년에 리그에서 탈퇴했다.